# David Tracy
David Tracy (* 6. Januar 1939 in Yonkers; † 29. April 2025 in Chicago) war ein US-amerikanischer römisch-katholischer Theologe und Priester des Bistums Bridgeport.

## Leben
David Tracy wurde in eine irisch-katholische Familie geboren. Er studierte Philosophie und Theologie am Priesterseminar St. Joseph’s in Dunwoodie, einem Stadtteil von Yonkers und anschließend, von 1960 bis 1963, an der Gregoriana in Rom, an der er das Lizentiat erwarb. Nach seiner Priesterweihe 1963 war er Kaplan einer Pfarrei in Bridgeport, Connecticut. Danach setzte er seine Studien an der Gregoriana fort. 1969 wurde er mit einer Dissertation über Bernard Lonergan zum Doktor der Theologie promoviert. Von 1967 bis 1969 lehrte er an der Catholic University of America. 1969 wurde er als Professor der Theologie an die Divinity School der Universität Chicago berufen.
In Theologenkreisen bekannt wurde Tracy durch sein 1975 erschienenes Buch Blessed Rage for Order: The New Pluralism in Theology.
Sein Buch Plurality and ambiguity. Hermeneutics, religion, hope wurde auch ins Deutsche übersetzt. In der Einleitung dieser Übersetzung schrieb sein Schüler Werner G. Jeanrond: „Der relativ niedrige Bekanntheitsgrad Tracys hierzulande steht in starkem Gegensatz zu Tracys Einfluss in der amerikanischen und internationalen Theologie der Gegenwart. Seine Beiträge zur theologischen Methodendiskussion, zum Selbstverständnis theologischen Denkens heute und zur Gottesfrage in der Postmoderne haben Tracy in den achtziger Jahren rasch zum einflussreichsten amerikanischen Theologen werden lassen.“ In der 1991 erschienenen Festschrift für David Tracy schrieben auch drei deutsche Theologen: Werner G. Jeanrond, Johann Baptist Metz und Hans Küng.

## Ehrungen
- David Tracy wurde 1982 in die American Academy of Arts and Sciences gewählt, 2020 in die American Philosophical Society.
- Im Jahre 2000 wurde er eingeladen, die Gifford Lectures an der University of Edinburgh zu halten.[3]
- Tracy war Ehrendoktor der University of the South in Sewanee, Tennessee, der Fairfield University in Connecticut und des Catholical Theological Union and Rosary College in Chicago.

## Schriften (Auswahl)
- 1970: The Achievement of Bernard Lonergan
- 1975: Blessed Rage for Order: The New Pluralism in Theology
- 1978: Toward Vatican III: The Work that Needs To Be Done (gemeinschaftlich mit Hans Küng and Johann Baptist Metz)
- 1981: The Analogical Imagination: Christian Theology and the Culture of Pluralism
- 1983: Talking About God: Doing Theology in the Context of Modern Pluralism (gemeinschaftlich mit John Cobb)
- 1984: Short History of the Interpretation of the Bible (gemeinschaftlich mit Robert Grant)
- 1984: A Catholic Vision (gemeinschaftlich mit Stephen Happel)
- 1987: Plurality and Ambiguity
- 1990: Dialogue with the Other: The Inter-Religious Dialogue
- 1994: On Naming the Present: God, Hermeneutics, and Church